# Forte di Terrarossa
Il forte di Terrarossa, o forte di Terra Rossa, era una struttura difensiva costiera situata nel comune di Monte Argentario. La sua ubicazione era in posizione rialzata su un poggio presso l'omonima località lungo il tratto costiero nord-orientale del promontorio dell'Argentario.

## Storia
La fortificazione venne realizzata dai Francesi agli inizi dell'Ottocento, durante il periodo napoleonico, nel luogo in cui era già accertata la presenza nelle epoche precedenti di postazioni difensive mobili del sistema difensivo dello Stato dei Presidi. La struttura difensiva fu costruita per poter controllare il tratto nord-orientale del promontorio e l'intera laguna di Orbetello, andando di fatto a costituire un punto di sicurezza in più, qualora la flotta britannica tentasse di sorprendere le truppe francesi attraverso alcune piccole imbarcazioni che, insinuandosi attraverso il canale di Santa Liberata, potevano raggiungere il promontorio da questo settore dopo aver eluso i controlli del forte di Pian di Cocci. La struttura fortificata venne poi abbandonata a seguito della caduta dell'impero napoleonico, non essendo ritenuta di importanza strategica negli anni successivi né dal Granducato di Toscana né dal Regno d'Italia.
Del forte di Terrarossa, di cui si sono perse completamente le tracce, è stato possibile ricostruire l'aspetto originario grazie ad alcuni documenti e alla cartografia dell'epoca. La struttura difensiva si presentava a pianta stellata, col fortilizio esterno costituito da spesse cortine murarie a loro volta protette da un fossato esterno, superabile attraverso un ponte levatoio. Le caratteristiche architettoniche non escludono che i Francesi abbiano realizzato la loro opera difensiva riutilizzando una preesistente fortificazione spagnola.